# 新光バスストップ
新光バスストップ（しんこうバスストップ）は北海道小樽市新光3丁目の札樽自動車道上に設置されているバス停留所。停留所名は「新光（しんこう）」。北海道中央バス、ジェイ・アール北海道バスが停車する。

## 停車路線
2025年（令和7年）4月1日現在。
すべて北海道中央バスによる運行で、高速おたる号はジェイ・アール北海道バスも運行。札幌 - 小樽駅前間は共同運行区間となる。通行止め等で一般道へ迂回する場合は国道5号の「新光2丁目」停留所に代替停車する。
路線に関する詳細は、札樽線 (北海道中央バス)または札樽線 (ジェイ・アール北海道バス)を参照。

### 上り線（小樽方向）
- 高速おたる号 小樽市方面
- 高速よいち号 余市町方面
- 高速いわない号 岩内町方面
- 高速ニセコ号 ニセコ町方面
- 高速しゃこたん号 積丹町方面

### 下り線（札幌方向）
- 上り線に記述の各路線 札幌市方面（円山経由・北大経由）
- 新千歳空港連絡バス 新千歳空港方面

## 沿革
- 1971年12月4日 - 国道5号札幌小樽道路として小樽IC - 札幌西ICが開通。
- 2001年12月1日 - 高速おたる号共同運行化に伴い、ジェイ・アール北海道バスも停車するようになる。

## 周辺
朝里ICも参照。
- 朝里小学校
- 朝里中学校
- JR北海道朝里駅 - 北に約1km
- 北海道中央バス「新光3丁目」停留所

## 隣
E5A 札樽自動車道
(10) 朝里IC - 新光BS - (9) 小樽JCT - 見晴BS